# Tripteroides microcala
Tripteroides microcala är en tvåvingeart som först beskrevs av Dyar 1929.  Tripteroides microcala ingår i släktet Tripteroides och familjen stickmyggor.
Artens utbredningsområde är Filippinerna. Inga underarter finns listade i Catalogue of Life.